# Saint-Ambroise
Saint-Ambroise es un municipio canadiense situado en la provincia de Quebec.

## Superficie
Saint-Ambroise tiene una superficie de 149,37 km².

## Demografía
En 2021, tenía 3883 habitantes, una densidad poblacional de 26 hab./km², y 1833 viviendas.